# Crianças de olhos negros

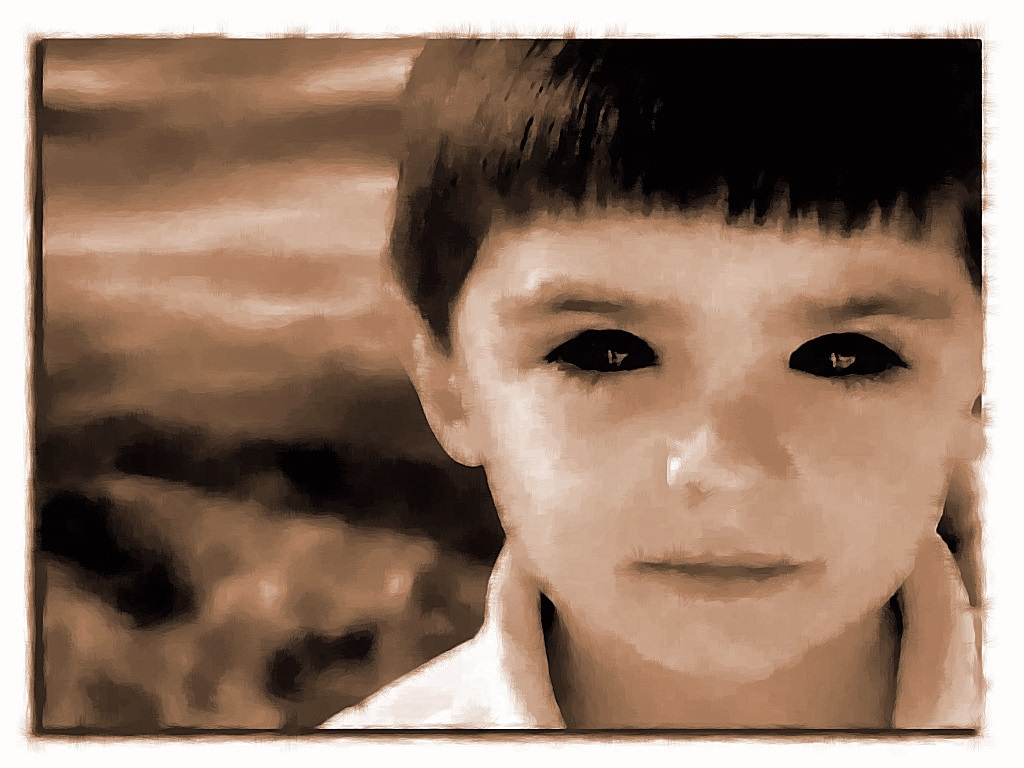
Criança de olhos negros por Martin Andrè Sæther

Crianças de olhos negros (ou Miúdos de olhos negros) é uma lenda urbana de criaturas supostamente paranormais que se parecem com crianças entre os seis e os dezesseis anos, com pele pálida e olhos negros, que são vistas a pedir boleia ou a mendigar, ou são encontradas nas escadas de entrada de residências. Contos de crianças de olhos negros surgem na cultura popular desde o fim dos anos 90.

## História
A suposta origem da lenda são mensagens de grupo escritas pelo repórter do Texas Brian Bethel numa "lista de e-mail relacionada com fantasmas" falando de alegados encontros com "miúdos de olhos negros" em Abilene, Texas e Portland, Oregon. Convocando exemplos clássicos de creepypasta as histórias de Bethel ganharam tanta popularidade que ele publicou uma FAQ "apenas para manter os pedidos de mais informação sobre a nova lenda urbana". Em 2012, Brian Bethel contou a história na série de televisão Monsters and Mysteries in America. Ele escreveu um artigo depois para o Abilene Reporter News, descrevendo a sua experiência.
Em 2012, o filme de terror Black Eyed Kids foi produzido com fundos da Kickstarter, com o seu director a comentar que as crianças de olhos negros eram "uma lenda urbana que andou a flutuar pela internet durante anos, e eu sempre pensei que era fascinante". No episódio de 2013 do programa da MSN Weekly Strange que fala sobre testemunhos de crianças de olhos negros, acha-se que ajudou a espalhar a lenda na internet.
No fim de Setembro de 2014, o jornal britânico Daily Star fez uma história de capa sensacionalista sobre alegados avistamentos de crianças de olhos negros, aclamando um "grande aumento de avistamentos pelo mundo". Alegados avistamentos foram levados a sério pelos caçadores de fantasmas, alguns deles que acreditavam que as crianças de olhos negros eram extraterrestres, vampiros ou fantasmas entre outros.
Segundo o escritor científico Sharon A.Hill, a lenda das "crianças de olhos negros" lembram as típicas histórias assustadoras de folclore ao mesmo nível dos cães negros fantasmas, aparições e monstros misteriosos. Não são sobrenaturais, pode até nem ter existido alguma vez algum encontro. Mas isso não impede as pessoas de continuarem a ver e a temê-los e de passarem à frente para o próximo conto de terror".